# Сульфид железа(II,III)
Сульфид железа(II,III) — неорганическое соединение, 
соль железа и сероводородной кислоты с формулой Fe3S4,
кристаллы,
не растворяется в воде.

## Получение
- В природе встречается минерал грейгит — Fe3S4 с примесями никеля и кобальта.[1]

## Физические свойства
Сульфид железа(II,III) образует кристаллы
кубической сингонии,
пространственная группа F d3m,
параметры ячейки a = 0,9876 нм, Z = 8.
Не растворяется в воде.
Проявляет ферромагнитные свойства.